# اسکوردالیا
اسکوردالیا (به یونانی: σκορδαλιά، به انگلیسی: Skordalia، skordhalia یا skorthalia) که همچنین آلیادا/الیاتا (αλιάδα) نامیده می‌شود، نوعی پوره غلیظ سس‌مانند در آشپزی یونانی است که به‌طور سنتی از ترکیب سیر له شده با یک خمیرهٔ حجیم که در هاون کوبیده شده، تهیه می‌شود. این خمیره پوره‌ای از سیب‌زمینی (به‌ویژه در کیفالونیا) و گردو، بادام یا نان بیات آغشته به مایع است - و سپس روغن زیتون به آن می‌افزایند تا یک امولسیون صاف به دست آید و سپس مقداری سرکه به آن اضافه می‌شود.

## بررسی اجمالی

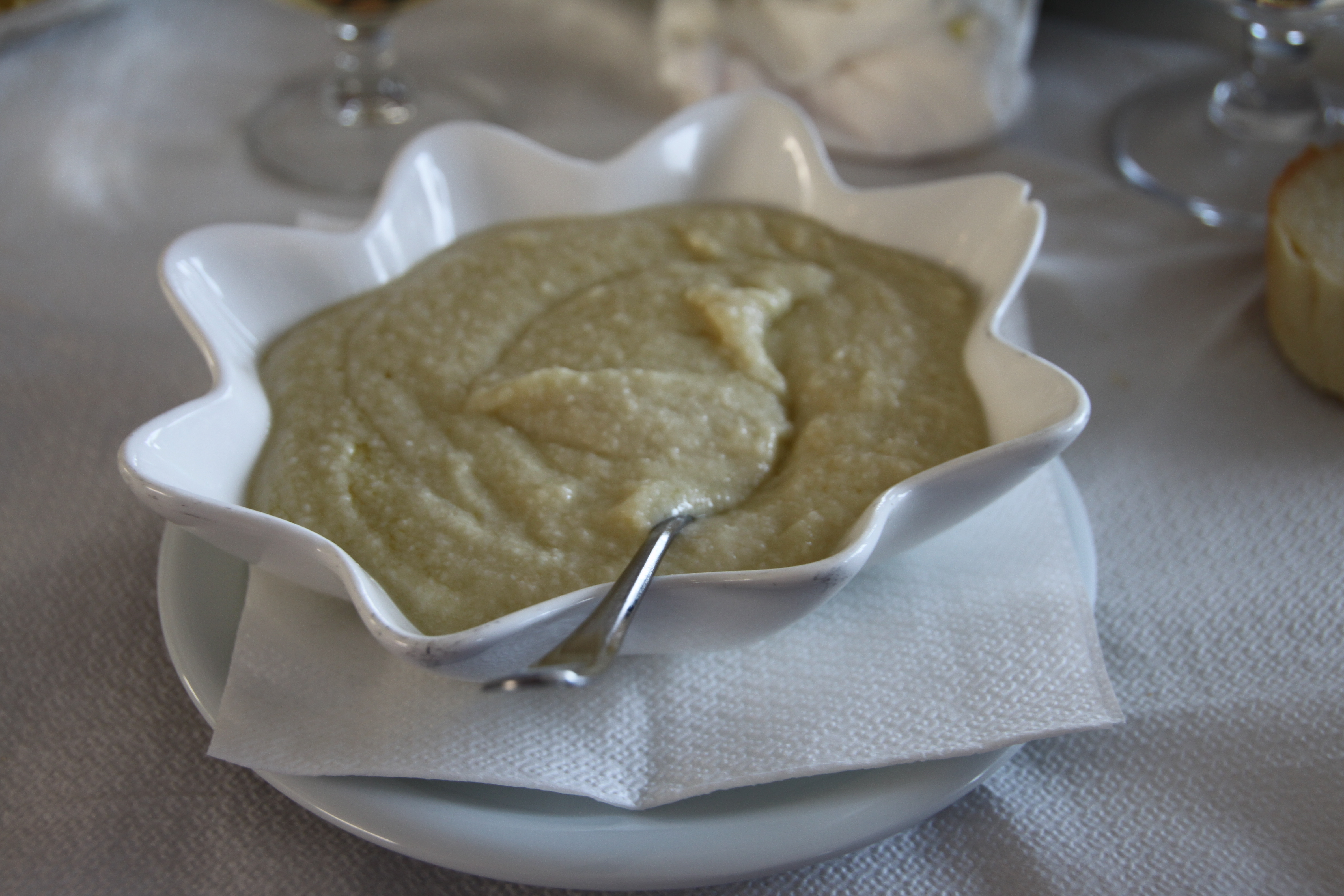
اسکوردالیا

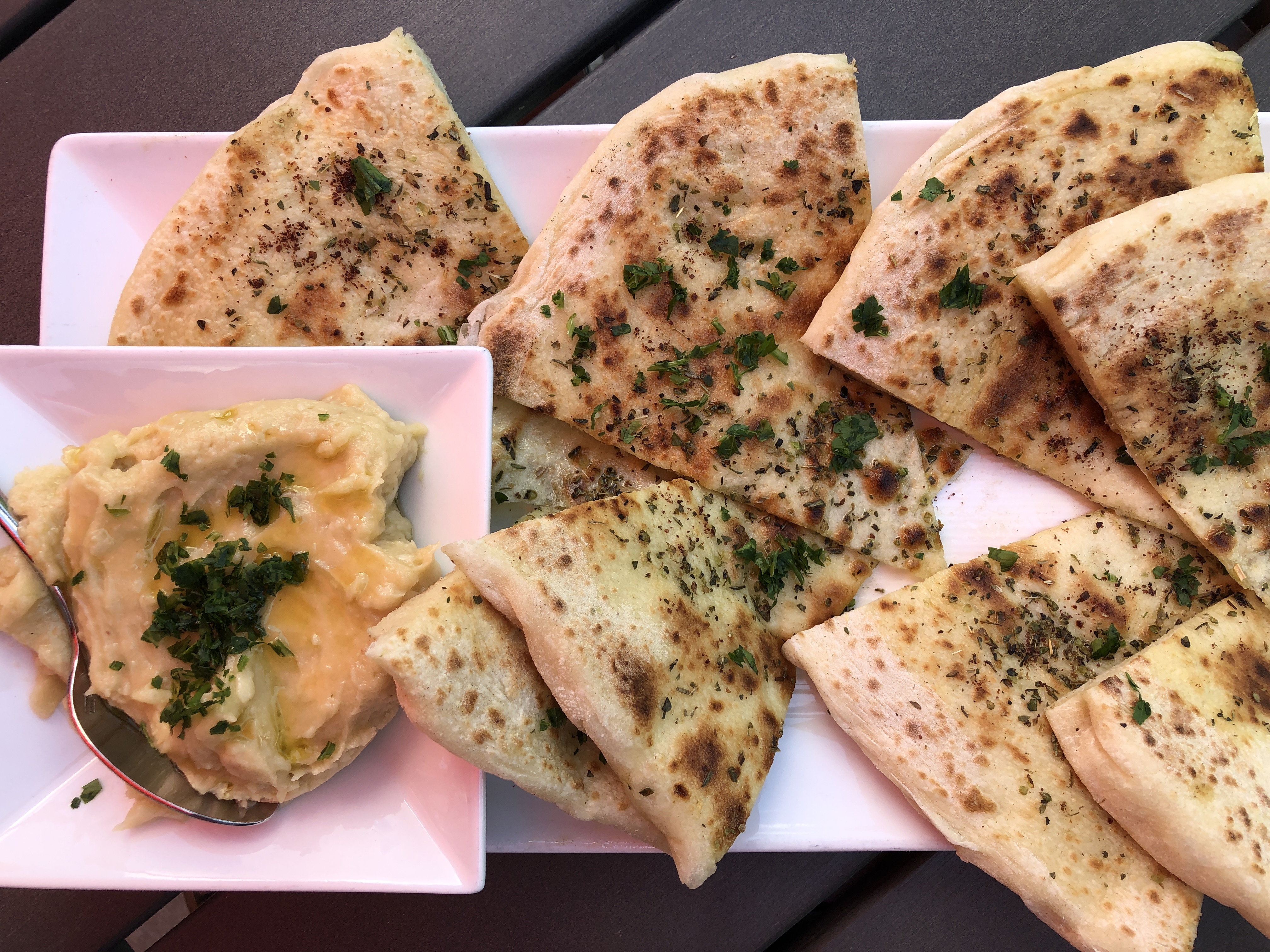
اسکوردالیا (سمت چپ) با نان تخت در رینو، نوادا

اسکوردالیا معادل امروزی skorothalmi باستانی است و ریشه این نام‌ها از کلمه یونانی «اسکوردو» به معنی سیر است.
خمیرابه اسکوردالیا معمولاً با ماهی سرخ‌شده (به ویژه ماهی روغن نمک‌سود با تنگاب‌پزی)، سبزیجات سرخ شده (به‌ویژه بادنجان و کدو سبز)، ماهی آب‌پز، یا سبزیجات آب‌پز (به ویژه چغندر) سرو می‌شود.
انواعی از اسکوردالیا ممکن است شامل تخم‌مرغ به عنوان امولسیفایر باشد که نتیجه‌ای شبیه به آئیولی پرووانسی و کاتالان و غیره دارد. در جزایر ایونی معمولاً به جای سرکه، ماهی روغن و لیموترش اضافه می‌کنند و سپس اسکوردالیا را به عنوان غذای اصلی می‌خورند.